# 愛本村
愛本村（あいもとむら）は、かつて富山県下新川郡にあった村。

## 沿革
- 1889年（明治22年）4月1日 - 町村制の施行により、下新川郡愛本新村、音沢村、明日村、栗虫村及び中ノ口村の区域の一部の区域をもって、下新川郡愛本村が発足する。
- 1954年（昭和29年）7月10日 - 下新川郡東山村、内山村及び愛本村が合併して、下新川郡宇奈月町が発足する。
  - 愛本村は当初、舟見町と野中村との合併を想定し、同年6月に1町2ヶ村による合併議決がなされた。しかし、村内で宇奈月町への合併派と舟見町への合併派が分裂し、話がこじれたことで、愛本村は宇奈月町に合併することになったという経緯がある[3]。